# Roure de Llindars
El Roure de Llindars (Quercus lusitanica) és un arbre que es troba a Llindars (la Ribera d'Ondara, la Segarra), el qual és un roure de dimensions remarcables i molt bell (sobretot, si tenim en compte que la Segarra està molt mancada de roures d'aquest estil).

## Dades descriptives
- Perímetre del tronc a 1,30 m: 3,25 m.
- Perímetre de la base del tronc: 4,73 m.
- Alçada: 17,27 m.
- Amplada de la capçada: 18,53 m.
- Altitud sobre el nivell del mar: 700 m.[1]

## Entorn
Es troba entre camps agrícoles actius i camins de pagès amb vegetació herbàcia formada, entre altres plantes, per carabassina, ravenissa blanca, ravenissa groga, blet, tomaquera del diable, lletsó, fonoll, gafets, plantatge de fulla estreta, dent de lleó i Malva; amb vegetació arbustiva, formada per esbarzer, gavarrera, sanguinyol i aranyoner, i amb un estrat arbori compost bàsicament per arbres fruiters com l'ametller i el ginjoler, entre d'altres. Quant a fauna, abunden la cadernera, la mallerenga carbonera i la cotxa fumada. El llogaret on es troba, Llindars, replè de camps conreats i d'uns colors de terra rogencs, potencia, encara més, la figura d'aquest notable roure.

## Aspecte general
El seu aspecte vital és gairebé perfecte, tot i que presenta alguna branca seca per esporga natural, així com certa presència de xilòfags i una branca important enderrocada recentment per la col·lisió reiterada amb algun tractor. Té una espectacular anyada de glans, de mida espectacular. Un bon exemple de la salut que gaudeix és una ferida d'uns 45 cm² que té a la soca i que està totalment cicatritzada.

## Accés
A la carretera que va de Cervera a Vilagrasseta, just al trencall d'aquest poble, tombem a la carretera que duu a Llindars. Un cop al llogaret, trobarem a la nostra dreta Can Gaspar (amb la seua Alzinera de Can Gaspar) i, si seguim el camí, que duu a un magatzem i a una àrea de jocs infantils, a peu de camí, a la nostra dreta, hi trobarem aquest roure. GPS 31T 0358537 4607006.